# Fritz Hilpert (Musiker)

Hilpert in der Kunstsammlung Nordrhein-Westfalen, Düsseldorf, 2013

Friedrich „Fritz“ Hilpert (* 31. Mai 1956 in Amberg) ist ein deutscher Musiker und war von 1987 bis 2022 Mitglied der Elektropop-Band Kraftwerk.

## Werdegang
Hilpert wurde bis 1976 an Perkussionsinstrumenten am Max-Reger-Gymnasium in Amberg unterrichtet. Während dieser Zeit spielte er zudem Schlagzeug in verschiedenen Livebands. Ab 1978 studierte er Toningenieurwesen am Robert-Schumann-Institut der Staatlichen Hochschule für Musik Rheinland (heute die Robert Schumann Hochschule) in Düsseldorf und an der FH Düsseldorf. 1986 erhielt er seine Qualifikation zum Diplomingenieur für Bild- und Tontechnik. Er arbeitete als freischaffender Tontechniker mit mehreren deutschen Künstlern mit der New-Wave-Band „Din A Testbild“, bevor er 1989 zu „Kraftwerk“ kam.
Zusätzlich zu seiner Studioarbeit ersetzte er Wolfgang Flür bei Liveauftritten, als „Kraftwerk“ 1990 ihre Tourneetätigkeit wieder aufnahmen, und arbeitete an der Entwicklung des 1991 erschienenen Albums The Mix mit.
Musikalisch trug er zu Kraftwerks Kompositionen seit dem Lied „Expo 2000“ des Jahres 1999 bei. Er wurde für die meisten Titel des Albums Tour de France Soundtracks als Co-Komponist erwähnt. Zusammen mit Henning Schmitz arbeitet er als Audio-Operator im Kling-Klang-Studio und ist Administrator der Websites Kraftwerk.com und Klingklang.com.
Während der Tour mit Kraftwerk in Australien, auf der die Band einer der Haupt-Acts des Global Gathering-Festivals war, wurde Hilpert krank und glaubte, eine Art Herzkrankheit erlitten zu haben. Dieser Vorfall zwang Kraftwerk, den Auftritt am 22. November 2008 in Melbourne abzusagen, jedoch wurde ihm dennoch erlaubt zu fliegen und die Tour am nächsten Tag fortzusetzen.